# 阿尼亞代洛戰役
阿尼亞代洛戰役（義大利語：Battaglia di Agnadello），又稱“瓦伊拉”（義大利語：Vailà），是康布雷同盟戰爭中最重要的戰役之一，也是義大利戰爭中一場重要的戰役。

## 前奏
1509年4月15日，法軍在路易十二的率領下，從米蘭出發，入侵了威尼斯共和國領土。為了抵擋敵軍來襲，威尼斯人在貝加莫附近聚集了一支雇傭軍，統一由奧爾西尼表親巴托洛梅奧·阿爾維亞諾及尼科洛·迪皮蒂利亞諾指揮。奧爾西尼下令避免與入侵的法軍正面衝突，並在接下來的數周以散兵與對方周旋。
然而就在5月9日，路易十二率軍在阿達河畔卡薩諾橫渡阿達河。阿爾維亞諾和皮蒂利亞諾在特雷维廖紮營，但不同意奧爾西尼如何去應對路易十二的方式，因為阿爾維亞諾蔑視這個命令，而想向法軍進攻。最終他們決定向南移師波河以尋更佳作戰位置。

## 戰役過程
5月14日，當威尼斯軍向南移師時，由皮耶羅·德爾蒙特（Piero del Monte）及萨科乔·达斯波莱托（Saccoccio da Spoleto）所指揮的後衛部隊遭受吉安·賈科莫·特里武爾齊奧率領的法軍分遣隊襲擊，當時後者已經率軍集結於阿尼亞代洛村莊周圍。當時人在潘迪諾的阿爾維亞諾聞訊，匆匆率約八千人回師， ，並在山脊上俯瞰一些葡萄園。查理二世試圖先後以騎兵與瑞士長柄槍兵發起進攻，但法軍當時被迫沿著灌溉溝渠向山坡行進，而灌溉溝渠很快被傾盆大雨中的泥漿填滿，從而無法突破威尼斯人的防線。
皮蒂利亞諾一直位於阿爾維亞諾前方，而且在法軍發起攻勢時已經來到幾英里之外。在答復阿爾維亞諾的求助請求時，他發了一張紙條建議應該避免激戰，然後他繼續向南進軍。
與此同時，路易十二與麾下其餘法軍已抵達阿尼亞代洛。法軍現在已從三個方向包圍了阿爾維亞諾，並在接下來的三個小時內開始摧毀他的部隊。威尼斯騎兵潰逃，阿爾維亞諾本人也負傷被俘。在他的指揮下，超過四千人戰死，其中還包含他麾下的指揮官斯波雷托和德爾·蒙特，且讓30門大砲落如敵人之手。

## 後續發展
儘管皮蒂利亞諾避免直接與法國人交戰，戰鬥的消息還是在當天傍晚前傳到他，而他的部隊大部在隔天早上也都開了小差。面對法軍持續地推進，他匆忙撤往特雷维索及威尼斯。路易十二隨後推進並佔領了剩餘的倫巴底地區，
馬基維利所著的《君王論》提到了這場戰役，寫道威尼斯人在這一天裡「丟掉了八百年以來他們祖先的努力成果。」

## 註腳
1. ↑  André Thevet, Portraits from the French Renaissance and the Wars of Religion, transl. Edward Benson, ed. Roger Schlesinger, (Truman University Press, 2010), 62.
2. 1 2 3 4  A Global Chronology of Conflict: From the Ancient World to the Modern Middle East, Vol. II, ed. Spencer C. Tucker, (ABC-CLIO, 2010), 479.
3. 1 2 3  Michael Mallett and Christine Shaw, The Italian Wars:1494–1559, (Pearson, 2012), 89.
4. ↑  Machiavelli, The Prince,  transl. Rufus Goodwin, (Dante University Press, 2003), 77.

## 外部連結
- 阿尼亞代洛戰役 （页面存档备份，存于）

45°27′00″N 9°34′00″E / 45.4500°N 9.5667°E